# 罗比
《罗比》（Robbie）是美国作家艾萨克·阿西莫夫创作的一篇短篇科幻小说。
最初於1940年在《超级科学故事》（Super Science Stories|Super Science Stories）杂志上以《奇怪的玩伴》（Strange Playfellow）为题出版。这个标题由当时的编辑弗雷德里克·波尔（Frederik Pohl）挑选，但阿西莫夫认为这个标题“食之无味”。
《罗比》後多次用阿西莫夫原来的标题再版，分别收录于《我，机器人》(I, Robot)、《机器人全集》（The Complete Robot）和《机器人视觉》（Robot Visions）。
《罗比》是阿西莫夫创作的第十四部作品，也是第九部出版了的作品。这个故事隶属于他的机器人系列（Isaac Asimov's Robot Series），也是他第一部出版的关于正子机器人（positronic robot）的作品。

## 故事梗概
这篇小说细致描写了人类对于机器人的恐惧，以及这种恐惧是如何产生的。在此之前几乎所有的科幻小说都延续了“机器人与其创造者为敌”的主旨，而阿西莫夫一直认为这种弗兰肯斯坦情节是错误的，他之后的绝大多数作品都致力于提供机器人造福于人类的样本。
格洛丽亚对罗比是如此依恋，把罗比当成了她最好的朋友。在韦斯顿夫妇骗她罗比走丢了后，她一直郁郁寡欢。韦斯顿夫妇买了一只小狗，想用小狗来替代罗比在女儿心中的地位，但格洛丽亚却拒绝看见小狗，而且更加不开心。韦斯顿夫人认为在旧物的围绕中，格洛丽亚无法忘记罗比，于是劝丈夫把家移到纽约去。但格洛丽亚却把这个迁居的计划当成他们要去纽约雇佣私人侦探寻找罗比，开始向往起搬家来。
从高达半英里的罗斯福大厦（Roosevelt Building）到海底航行，韦斯顿夫妇带着女儿游览了所有可以想到的纽约城内的名胜。但格洛丽亚对风光毫无兴趣，却对身边的每个机器人倍加关注。当韦斯顿夫人感到无计可施时，韦斯顿先生向她建议：格洛丽亚正因为把罗比当成了一个人而不是机器，才无法忘记罗比。如果他们带着女儿到机器人的加工工厂去参观，也许格洛丽亚就会改变看法。于是他们来到美国机器人与机械人股份有限公司(常简称为「美国机器人公司」)（U.S. Robots and Mechanical Men, Inc.）。在游览中，韦斯特先生特别要求去一个由机器人工人自己组装机器人的车间参观，在那里，格洛丽亚竟然发现其中的一个装配机器人就是罗比。格洛丽亚由于急于上前拥抱罗比，没发现自己就要被一辆车撞倒。危急时刻，罗比救了格洛丽亚。韦斯顿夫人埋怨丈夫，认为这一切都是丈夫一手安排的，因为罗比不是一个工业机器人，不应该在这里出现。韦斯顿先生知道一旦让格洛丽亚和罗比相见，韦斯顿夫人再也不能让他们分开，但他自己也没有料到会出现如此危险的情况。而在罗比救了她女儿之后，韦斯顿夫人终于同意罗比并非一个没有灵魂的怪物，放弃了送走罗比的努力。

## 較晚的版本
在機器人短篇小說集《我，機器人》中首度收錄了《小機》的修訂版，在其中一段加插了一名新人物蘇珊·凱文。
該段劇情是格羅麗亞在博物館時偷偷跑去找展覽的一台會說話的機器人，試圖向它詢問小機的去向，卻因為該台機器的過於簡略因此被她的問題導致死機。而當時年僅16歲的蘇珊·凱文正在同個展示區觀察該台機器人，用來作為主題報告「機器人學的實用層面」的資料。